# Ingrid Noll
Ingrid Noll (Xangai, Xina, 29 de setembre de 1935) és una escriptora alemanya de novel·la policíaca, de nom real Ingrid Gullatz.
Va estudiar Filologia Germànica i Història de l'Art a la Universitat de Bonn, i va començar a publicar quan tenia cinquanta-cinc anys.
Les seves novel·les policíaques, plenes de subtilesa psicològica, han obtingut un gran èxit i han estat traduïdes a diversos idiomes; en alguns casos han estat portades al cinema o a la televisió. La seva obra més coneguda és Die Apothekerin ('La farmacèutica'), de la qual se'n va fer una pel·lícula el 1997.

## Obra
- Der Hahn ist tot. Diogenes, Zürich 1991 / El gall és mort (Ed. Columna)
- Die Häupter meiner Lieben. Diogenes, Zürich 1993
- Die Apothekerin. Diogenes, Zürich 1994
- Der Schweinepascha. In 15 Bildern. Diogenes, Zürich 1996
- Der kleine Mord zwischendurch. 52 üble Kurzkrimis, hrsg. v. Manuela Kessler. Scherz, Bern 1997
- Kalt ist der Abendhauch. Diogenes, Zürich 1996
- Stich für Stich. Schlimme Geschichten. Diogenes, Zürich 1997
- Röslein rot. Diogenes, Zürich 1998
- Die Sekretärin. Drei Rachegeschichten. Diogenes, Zürich 2000
- Selige Witwen. Diogenes, Zürich 2001
- Rabenbrüder. Diogenes, Zürich 2003
- Falsche Zungen. Gesammelte Geschichten. Diogenes, Zürich 2004
- Ladylike. Diogenes, Zürich 2006
- Kuckuckskind. Diogenes, Zürich 2008
- Ehrenwort. Diogenes, Zürich 2010
- Über Bord. Diogenes, Zürich 2012